# Brunborre
Brunborre (Serica brunnea) är en skalbaggsart som beskrevs av Carl von Linné 1758. Enligt Catalogue of Life ingår brunborre i släktet Serica och familjen Melolonthidae, men enligt Dyntaxa är tillhörigheten istället släktet Serica och familjen bladhorningar. Arten är reproducerande i Sverige. Inga underarter finns listade.

## Bildgalleri

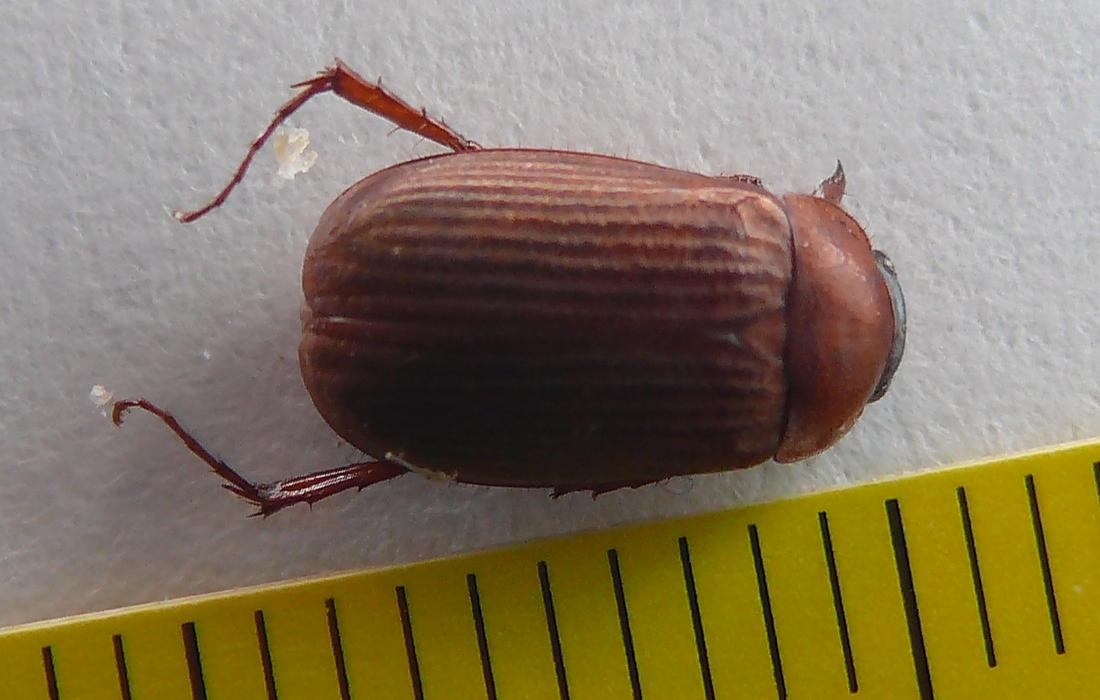
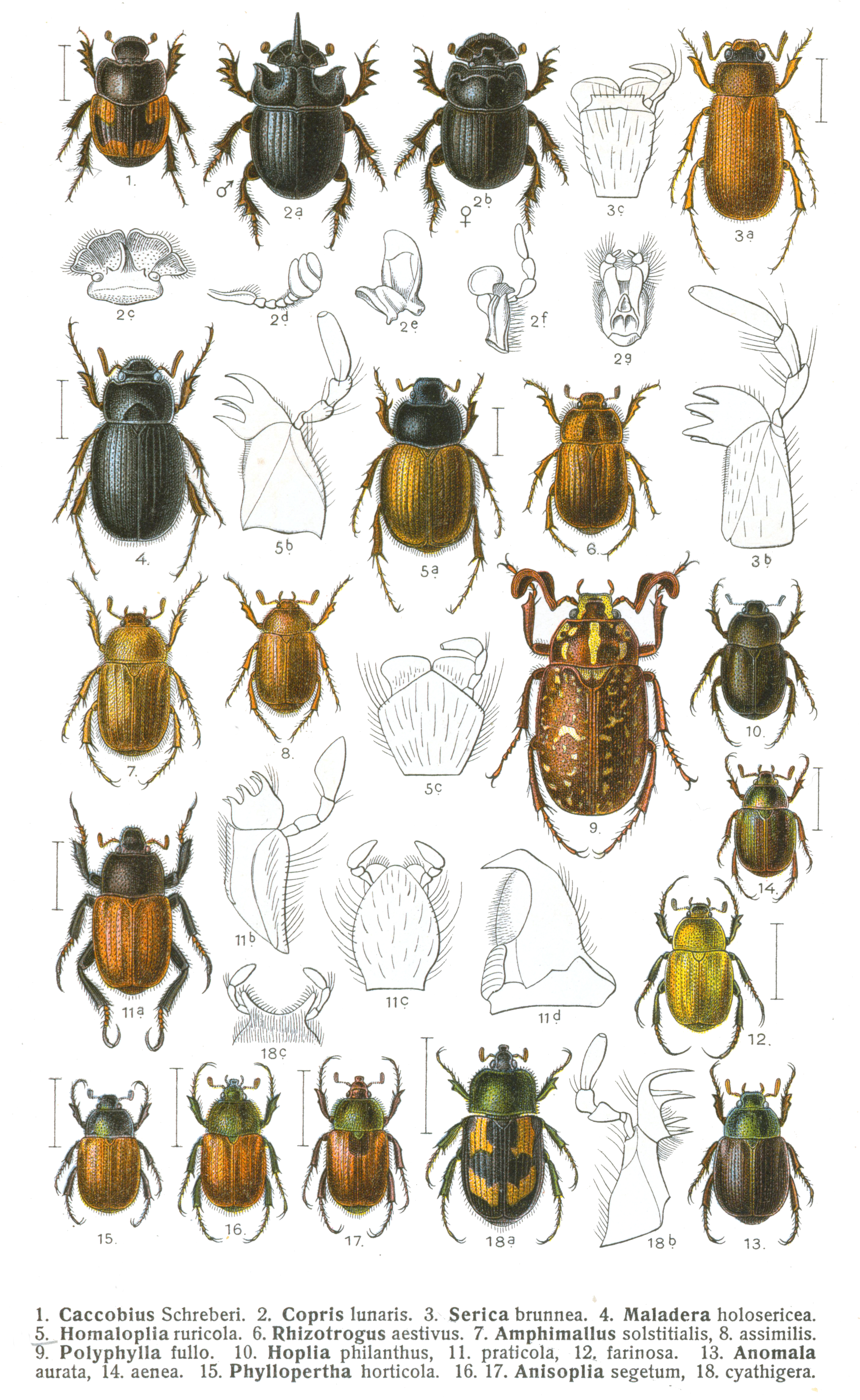
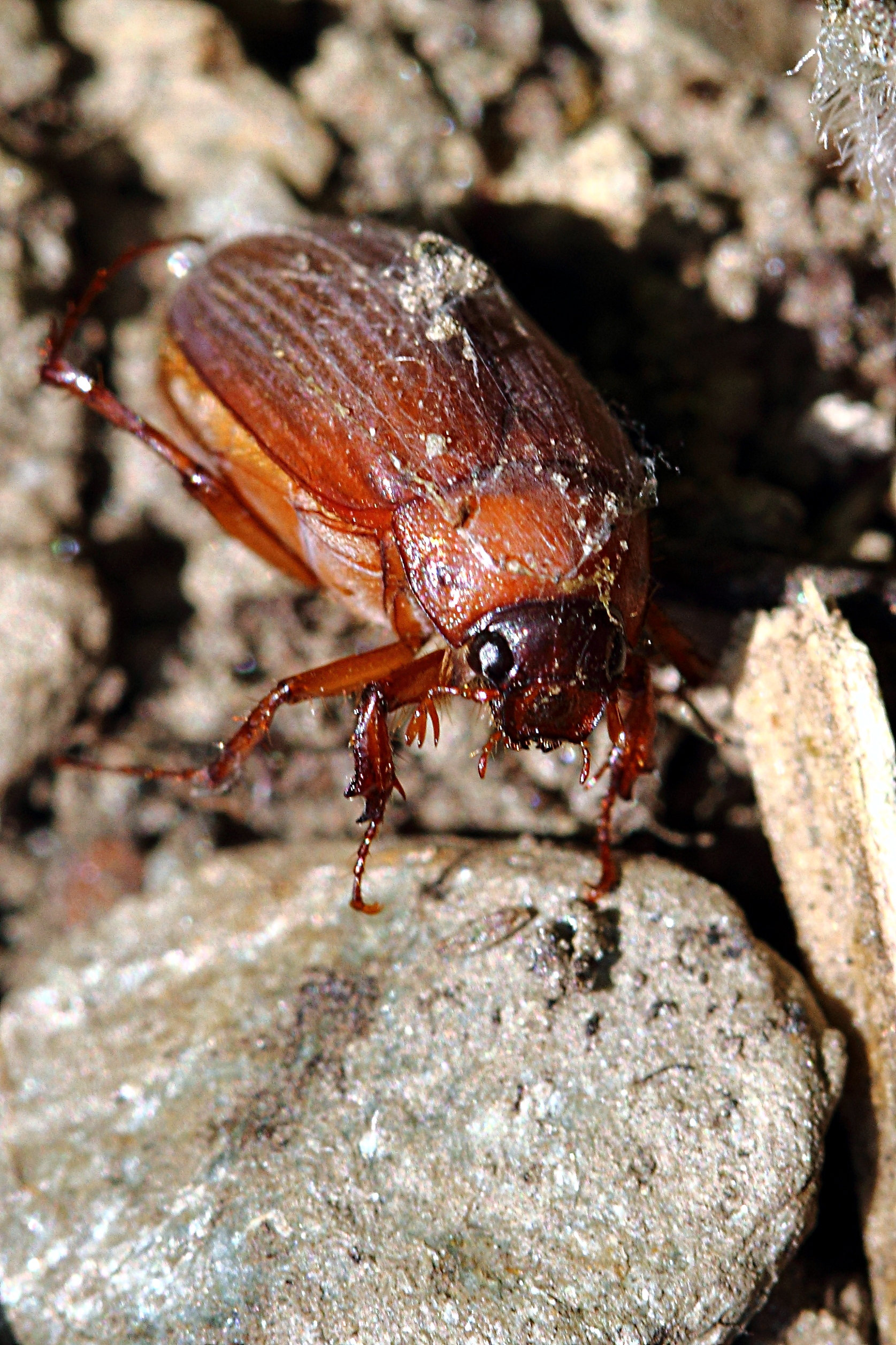
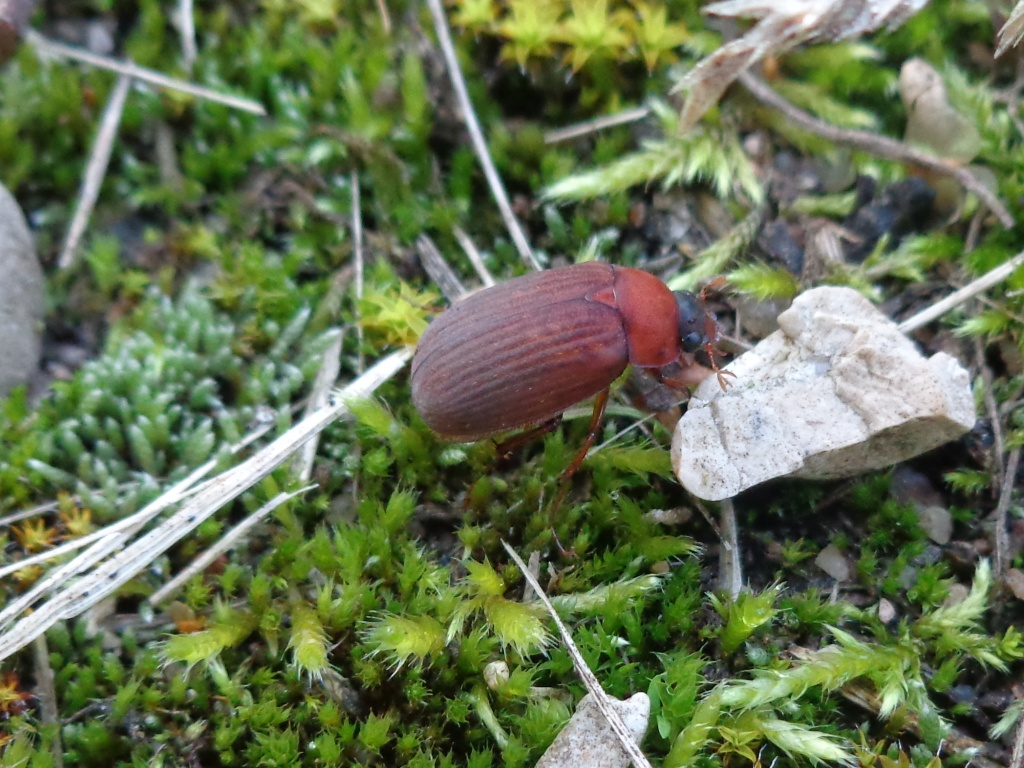
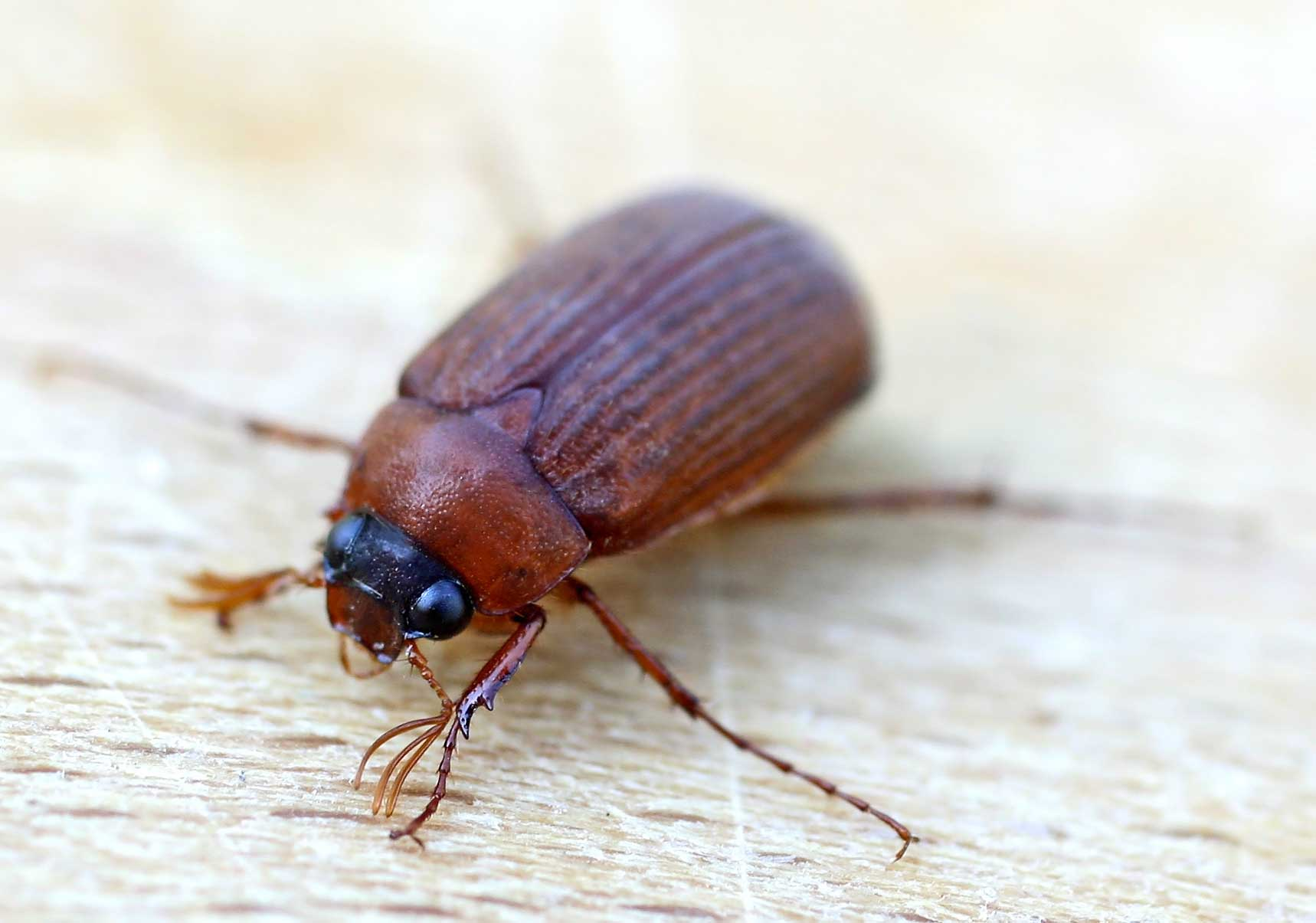
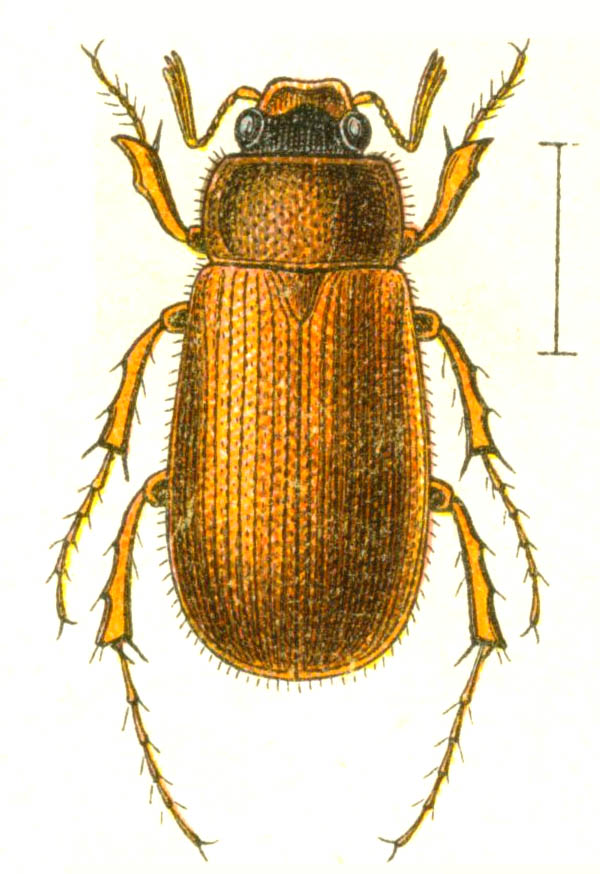